# Waler
Waler er en australsk hesterace. Den nedstammer fra de heste, der blev bragt til de australske kolonier i 1800-tallet. Den fik navnet New South Walers, fordi den blev opdrættet i New South Wales.
| Dyr | Spire Denne artikel om dyr er en spire som bør udbygges. Du er velkommen til at hjælpe Wikipedia ved at udvide den. |